# As Duas Faces da Guerra
As Duas Faces da Guerra é um documentário português de 2007 realizado por Diana Andringa e Flora Gomes. O documentário foi gravado na Guiné-Bissau, Cabo Verde e Portugal, e integra um conjunto de entrevistas e depoimentos de pessoas que viveram o período da guerra colonial ou de libertação na Guiné-Bissau. Este documentário dá o mote para um debate em torno dos temas da reconciliação, memória histórica e pós-conflito na guerra colonial portuguesa.

## Sinopse
O documentário é composto por entrevistas a antigos combatentes e dirigentes portugueses, guineenses e cabo-verdianos que viveram na primeira pessoa o conflito entre 1963 e 1974, conflito esse que opôs o PAIGC (Partido Africano para a Independência da Guiné-Bissau e Cabo Verde) às tropas portugueses.
Em 1995, Diana Andringa deslocou-se à cidade de Geba como repórter do jornal Público e lá encontrou uma pedra meio destruída com o nome de soldados portugueses mortos em solo africano. Este foi o ponto de partida para a realização deste trabalho feito a quatro mãos. Juntamente com Flora Gomes, o documentário é o resultado dos dois pontos de vista, o português e o guineense, a respeito de um dos conflitos armados mais sangrentos sofridos durante a guerra colonial portuguesa.
Durante seis semanas, Diana Andriga e Flora Gomes percorreram as regiões de Mansoa, Geba, Bafatá e Guilege na Guiné-Bissau, além de Cabo Verde e Portugal onde recolheram os testemunhos das pessoas que viveram a guerra colonial.
Ao longo do documentário podemos ver a homenagem a Amílcar Cabral, fundador do PAIGC. Os testemunhos mostram a grande dimensão humana de Cabral que apesar de se encontrar no meio do conflito entre os dois países, nunca deixou de sentir o povo português como algo de seu.
Segundo Amílcar, existia entre os dois lados uma cumplicidade que ia para além da guerra. “Não fazemos a guerra contra o povo português, mas sim contra o colonialismo”, frase emblemática do líder e que mostra como muitos dos portugueses recrutados nas colónias estavam solidários com os movimentos revolucionários pela independência, o PAIGC no caso de Guiné-Bissau e Cabo Verde, o MPLA (Movimento Popular de Libertação de Angola) no caso de Angola e a FRELIMO (Frente de Libertação de Moçambique) no caso de Moçambique.
Assim sendo, não é por acaso que foi na Guiné que cresceu o Movimento dos Capitães que levaria ao 25 de Abril de 1974. De novo, as duas faces da guerra resultaram em duas vitórias: as independências da Guiné-Bissau e de Cabo Verde e a democracia em Portugal.
É esta “aventura a dois” que Andringa e Flora, quiseram contar pelas vozes dos que a viveram.
Diana Andringa e Flora Gomes são os narradores do documentário. A banda sonora é composta por música portuguesa, guineense e cabo-verdiana da época.

## Enquadramento Histórico

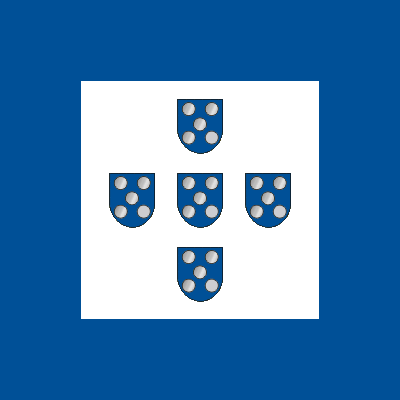
Brasão do Estado Novo português (1932).

### O Estado Novo
As colónias europeias sempre manifestaram uma certa resistência à presença das potências colonizadoras. Este sentimento intensificou-se no século XX onde a primeira e segunda guerra mundiais implementaram um forte sentimento nacionalista nos povos colonizados. Além disso, as grandes potências emergentes da Segunda Guerra Mundial, os Estados Unidos da América e a União Soviética, apoiavam a formação de grupos de resistência nacionalistas.
É neste contexto que surge a Conferência de Bandung, realizada em 1955 na Indonésia e, que dá voz às colónias que procuravam uma alternativa ao bipolarismo que confrontava aqueles dois países. Os EUA e a ex-URSS tinham, assim, todo o interesse em legitimar as reivindicações desses países colonizados, quer para manter o equilíbrio nas relações internacionais, quer para seu próprio beneficio.
Em Portugal, o Estado Novo colocou o país num dilema: por um lado, a política de neutralidade portuguesa na II guerra Mundial e que colocava as Forças Armadas Portuguesas afastadas de um eventual confronto entre Leste e Oeste; e por outro, a responsabilidade na manutenção da Soberania sobre as suas colónias. Contudo os dirigentes portugueses da época optaram por integrar o país na estrutura militar da Organização do Tratado do Atlântico Norte (NATO), revelando, assim, o desejo de Portugal em se aliar aos vencedores.
Esta integração de Portugal na NATO formou uma elite de militares que se tornaram indispensáveis na condução da Guerra do Ultramar. Esta, por sua vez, estabeleceu uma série de incompatibilidades entre a estrutura militar e o Poder político. O chamado “golpe Botelho Moniz” marcou o início dessa rutura, bem como a origem de uma certa desconfiança do regime em relação à manutenção de um único centro de comando, perante a ameaça do confronto com a força armada. Esta situação provocou a rutura entre os três estados-maiores, o Exército, a Força Aérea e a Marinha.
O Estado Novo considerava os movimentos independentistas como forças terroristas e as colónias como parte integrante de Portugal, e por isso nunca reconheceu a existência de uma guerra.
Na perspetiva portuguesa, os confrontos foram iniciados na Guiné em Julho de 1961 quando guerrilheiros do Movimento de Libertação da Guiné (MLG) lançaram ataques às povoações de São Domingos, junto à fronteira noroeste com o Senegal. Na perspetiva guineense, os confrontos iniciaram-se em Janeiro de 1963, quando o Partido Africano para a Independência da Guiné e Cabo Verde (PAIGC), desencadeou um ataque ao quartel de Tite, a sul de Bissau, junto ao rio Orubal .
Os ataques rapidamente se estenderam a quase todo o território guineense, crescendo de intensidade para espanto dos portugueses que se viam, assim, na contingência de um empenhamento mais proporcional das suas forças.
O teatro das operações de guerra na Guiné foi comandado por dois homens de forte personalidade. Do lado português, o general António de Spínola  e do lado  guineense, pelo presidente do PAIGC, Amílcar Cabral. Com as decisões do primeiro, as forças portuguesas ganhavam um carácter mais ofensivo e em 1968 e 1972 conseguiram manter a situação e, por vezes, levar a cabo ações de confirmação das posições estratégicas.
Pode-se dizer que as forças portuguesas desempenharam na Guiné, uma força defensiva, mais de manutenção das posições que propriamente de conquista das populações. Portugal limitava-se a controlar as ações do PAIGC. Para tal, manipulava a  Opinião pública através de propaganda a favor das suas tropas, o que afetava profundamente os níveis mais altos da hierarquia do partido da Guiné. No entanto, a situação mudou rapidamente de posição, favorecendo, assim, a posição da colónia. Além disso, o aparecimento dos mísseis antiaéreos obrigou as tropas portuguesas a reavaliarem o esforço de guerra. Marcelo Caetano, entra em conflito com Spínola dispensando-o do cargo de Governador que veio a ser ocupado por José Manuel Bettencourt Rodrigues a 21 de Setembro de 1973. Três dias depois, o PAIGC declarava a independência do novo estado, em Madina do Boé.

### O PAIGC
O PAIGC teve a sua génese como Partido Africano da Independência (PAI) e foi fundado a 19 de Setembro de 1956 por Amílcar Cabral, na companhia de Aristides Maria Pereira, Luís de Almeida Cabral, Fernando Fortes, Júlio de Almeida e Elisée Turpin. De início era um partido clandestino e que só vê a legalização quatro anos depois quando adquire a sua primeira sede na Guiné-Conacri.
Em Novembro de 1957 os fundadores do PAIGC participam numa reunião em Paris, sobre o desenvolvimento da luta contra o colonialismo português. Em Janeiro de 1960 realiza-se em Túnis, na Tunísia a segunda Conferência dos povos africanos em que Amílcar e os seus colegas também tomem parte. Ainda neste ano, mas em Londres, é denunciado pela primeira vez, numa conferência internacional o colonialismo português. É nesta altura e, perante este clima de denúncia, que se dá a estabilização do PAIGC na Guiné-Bissau. Dá-se início à formação de militantes e  à formação de quadros de expansão para o interior da país ao mesmo tempo que são feitos pedidos de apoio aos países limítrofes. A República Popular da China é a primeira a contribuir, recebendo Amílcar Cabral e alguns militantes dando-lhes preparação e formação ideológica. Em 1961 é a vez do Reino de Marrocos dar apoio ao jovem partido que começa a luta armada com Portugal em 1962.
Assassinado a 20 de janeiro de 1973, o fundador do PAIGC não sobrevive para ver a Guiné livre do regime colonial. No entanto, ficou inscrito na história como um dos mais importantes líderes nacionalistas das antigas colónias. A Amílcar Cabral se deve o essencial da doutrina do partido.